# Kanda
Kanda  (japanska: 苅田町?, Kanda-machi) är en landskommun i Fukuoka prefektur i Japan. Kommunen ligger strax söder om storstaden Kitakyūshū och den södra delen av Kitakyūshū airport, en internationell flygplats byggd på en konstgjord ö, ligger i kommunen.